# Marijo Vukadin
Marijo Vukadin (Bugojno, 1976.), hrvatski filmski producent, montažer i redatelj iz Bosne i Hercegovine.
Filmskom produkcijom bavi se od 2002. godine. Direktor je Olimp produkcije.
Živi i radi u Zagrebu.

## Filmografija[2]
- "Živi i mrtvi" kao producent (2007.)
- "Zagrebčke priče" kao producent (2009.)
- "Recikliranje " kao producent (2009.)
- "Neanderthal story" kao producent (2010.)
- "Ostavljeni" kao koproducent (2010.)
- "Sudbina broja 13" kao producent (2010.)
- "3 dana" kao (2011.)
- "Od zrna do slike" kao producent (201.)
- "Izgubljeno dugme" kao redatelj, montažer i koproducent (2015.)
- "Bojnik" kao producent (2015.)
- "23 grama" kao producent i montažer (2018.)
- "Osmi povjerenik" kao koproducent (2018.)
- "Putevi duhana" kao producent (2018.)[3]
- "Sestre" kao producent (2018.)
- "Bure Bareta" kao redatelj i producent (2019.)
- "Tihi skitnica" kao producent (2024.)
- "Hassanovi ratovi" kao producent (2024.)

## Vanjske poveznice
- Marijo Vukadin u internetskoj bazi filmova IMDb-u (engl.)